# Château-l’Abbaye
Château-l’Abbaye – miejscowość i gmina we Francji, w regionie Hauts-de-France, w departamencie Nord.
Według danych na rok 1990 gminę zamieszkiwały 714 osoby, a gęstość zaludnienia wynosiła 162 osób/km² (wśród 1549 gmin regionu Nord-Pas-de-Calais Château-l’Abbaye plasuje się na 661. miejscu pod względem liczby ludności, natomiast pod względem powierzchni na miejscu 732.).